# وسام جوكوف

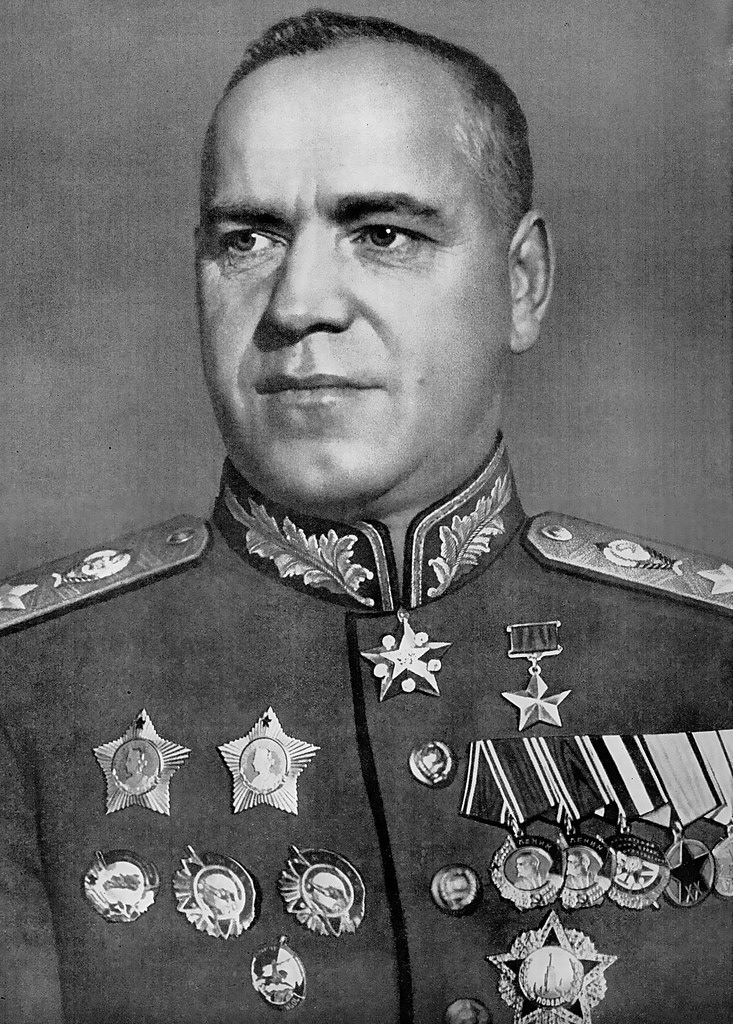
مارشال الاتحاد السوفيتي غيورغي جوكوف

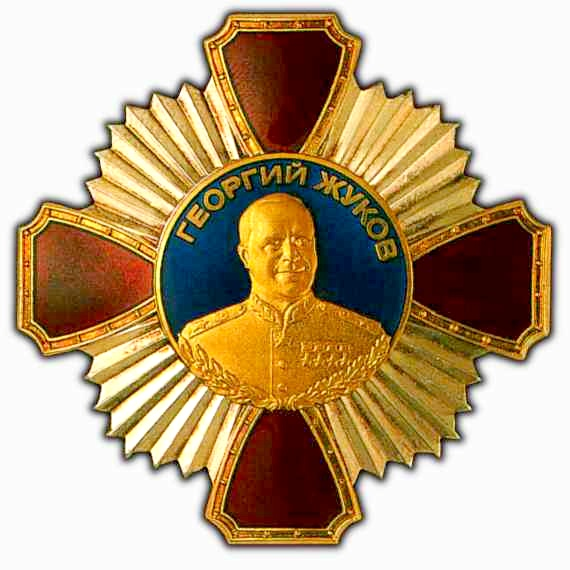
وسام جوكوف الأصلي 1994-2010

وسام جوكوف(بالروسية: Орден Жукова)‏ هي وسام عسكري للاتحاد الروسي . تم تسمية الوسام تكريماً لمارشال الاتحاد السوفيتي غيورغي جوكوف (1896-1974).

## التاريخ
تم إنشاء وسام جوكوف بموجب المرسوم الرئاسي رقم 930 الصادر في 9 مايو 1994. وتم تعديل نظام وشروط اعطائها للجنود بموجب المرسوم الرئاسي رقم 243 الصادر في 6 مارس 1995. كانت الجائزة الأصلية عبارة عن قطعة مذهبة (مرصعة بطبقة ذهبية) بعرض 50 مليمتر (2.0 بوصة) على شكل صليب باتيه وكانت الأذرع الأربعة للصليب مطلية باللون الأحمر مع حدود مذهبة مع حواف مرتفعة ومجوفة متناوبة مما يعطي مظهر كالدروع. في الوسط، ميدالية دائرية زرقاء بقطر 24 مليمتر (0.94 بوصة) تحمل صورة غيورغي جوكوف فضية ومطلية بالذهب، تحت الصورة أغصان الغار والبلوط المتشابكة. وفوق الصورة يوجد نقش مذهّب يقول: "ГЕОРГИЙ ЖУКОВ" (بمعني غيورغي جوكوف). وبين الأذرع المتقاطعة للصليب، توجد أشعة مذهبة منقوشة تبرز من المركز إلى الخارج لتشكل مربعًا بعرض 45 مليمتر (1.8 بوصة) بزوايا مستديرة. كان الجزء الخلفي من الوسام يحتوي على مسمار ملولب به صمولة لتثبيته على الملابس. تم ارتداء وسام جوكوف على الجانب الأيمن من الصدر كالأوسمة الأخرى المماثلة.

## النظام الجديد وشروط توسيمها للجنود

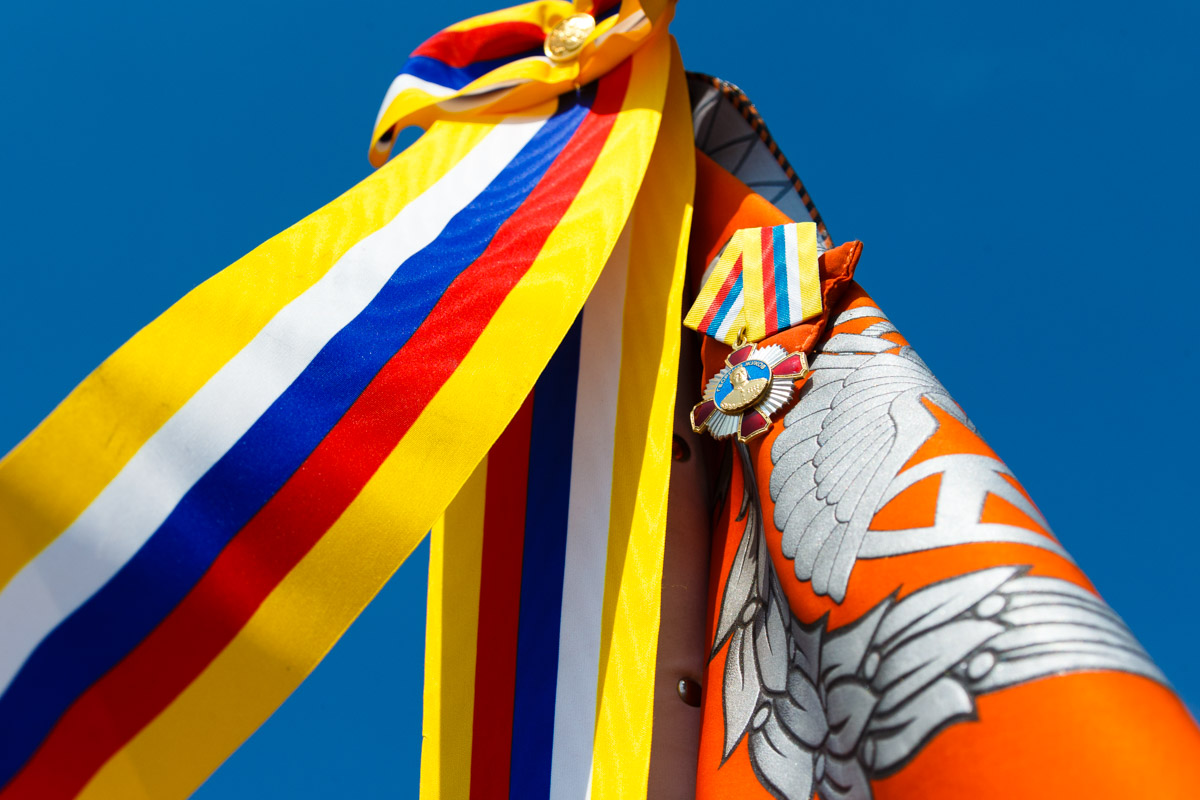
رموز وشعارات وسام جوكوف علي راية لواء 39 منفصل لهندسة السكك الحديدية في المقاطعة الجنوبية العسكرية.

نظام الانواط والأوسمة الروسية تم تجديده بالكامل بموجب المرسوم الرئاسي رقم 1099 بتاريخ 7 سبتمبر 2010. يتضمن هذا التغيير الكبير إعادة تصميم الوسام وتعديلات على نظامه الأساسي. وسام جوكوف يمنح لقادة الوحدات العسكرية ونوابهم من بين كبار الضباط: على مهارة تنظيم القوات والعمليات في المناطق الاستراتيجية (التهديدات)، أو المشاركة فيها، على الرغم من التفوق العددي للعدو أهداف العملية تم الوفاء؛ ماهرا المناورات على الأرض وفي الجو لتطويق العدو تمكن من هزيمة قوات متفوقة; على المبادرة والتصميم في اختيار الموقع و وقت الهجوم الرئيسية التي أدت إلى هزيمة العدو على الأرض أو في الهواء مع المحافظة على الاستعداد القتالي والقدرة على مواصلة المحاكمة ؛ لتنفيذ دفاعية الاختراق من تطويق العدو في المستقبل الهجومية من أجل تنظيم النيابة العامة اختيار البيئة وهزيمة العدو ؛ مثابرة في صد هجمات العدو من الجو والأرض والبحر ، من أجل الحفاظ على قوات العدو تمركزها في مناطق محددة من مسؤولية خلق الظروف المواتية من أجل الاستيلاء على المبادرة و حرمان العدو من القدرة على مواصلة العمليات الهجومية ؛ مهارة تنظيم وإدارة وحدات من القوات المسلحة الروسية المرابطة خارج الاتحاد الروسي، من أجل صد هجوم مسلح عليها، فضلا عن حماية مواطني الاتحاد الروسي من هجوم من خارج الاتحاد الروسي.
قد يتم منح وسام جوكوف للوحدات والتشكيلات العسكرية المشاركة في تنفيذ العمليات البرية والجوية، والتي تم خلالها تحقيق أهداف العمليات، على الرغم من مقاومة العدو العنيدة، مع الاحتفاظ بالقدرة التشغيلية الكاملة للوحدات العسكرية. يمكن أيضًا منحها للمواطنين (الجنود) الأجانب من القوات المتحالفة مثل كبار الضباط الذين شاركوا جنبًا إلى جنب مع جنود الفيدرالية الروسية، لتنظيم وإجراء عمليات مشتركة ناجحة للقوات المتحالفة. قد يتم منح الوسام بعد وفاة صاحبه.

## وصف الوسام
وسام جوكوف عبارة عن صليب باتيه مذهب بعرض 40 مليمتر (1.6 بوصة)، والأذرع الأربعة مطلية باللون الأحمر مع حدود مذهبة مع حواف مرتفعة ومتناوبة تعطي مظهر كالدروع. في الوسط، يوجد ميدالية زرقاء دائرية تحمل صورة من الفضة المطلية بالذهب لغيورغي جوكوف إلى اليمين، أسفله، أغصان الغار والبلوط المتشابكة. فوق تمثال جوكوف ، نقش مذهب يحمل جملة "ГЕОРГИЙ ЖУКОВ" (غيورغي جوكوف). بين الأذرع المتقاطعة، توجد أشعة مذهبة منقوشة تبرز من المركز إلى الخارج وتشكل مربعا بعرض 35 مليمتر (1.4 بوصة) بزوايا مستديرة. على الوجه الخلفي للوسام، يوجد حرف "N" والرقم التسلسلي للجائزة.
يتم تعليق الوسام على الشخص بواسطة حلقة دائرية تتواجد من خلال حلقة تعليق الجائزة إلى حامل خماسي روسي قياسي مغطى بموير حريري أصفر بعرض 24 مليمتر (0.94 بوصة) شريط بثلاثة خطوط مركزية بعرض 4 مليمتر (0.16 بوصة) باللون الأبيض والأزرق والأحمر.
يفرض ترتيب الأسبقية في الاتحاد الروسي أن يتم ارتداء وسام جوكوف على الجانب الأيسر من الصدر، وبحضور الأوسمة أخرى من الاتحاد الروسي، يجب تحديد موقعه مباشرة بعد وسام أوشاكوف.

## اشهر الحاصلين عليها

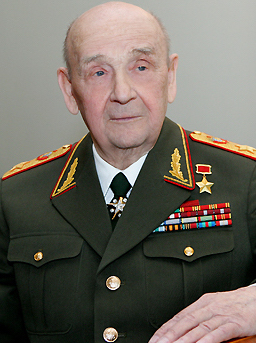
مارشال الإتحاد السوفيتي سيرجي سوكولوڤ، حاصل على وسام جوكوف

هولاء الأشخاص هم من تم تقليدهم الوسام خلال حفل الأول للحصول على وسام جوكوف في ابريل 1995.
- قنسطنطين أبراموف، عقيد عام، متقاعد;
- غابرييل تاراسوفيتش فاسيلينكو، فريق، متقاعد;
- ديفيدكوف فيكتور أ.، عقيد عام، متقاعد;
- زاهاروف جورج نيفيدوفيتش، لواء جوي، متقاعد;
- غيورغي زيمين، مارشال طيار، متقاعد;
- كازبيك دريسوفيتش كارسانوف، لواء المدفعية، متقاعد;
- كوزانوف قسطنطين ج.، عقيد عام، متقاعد;
- أوليغ لوسيك، مارشال القوات المدرعة، متقاعد;
- لياشينكو نيكولاس، جنرال الجيش، متقاعد;
- بافلوفسكي إيفان ج.، جنرال الجيش، متقاعد;
- فاسيلي ياكوفليفيتش بيترينكو، ملازم أول، متقاعد;

بودغورني إيفان د.، عقيد عام، متقاعد;
- أناتولي إيفانوفيتش بوشكين، ملازم أول في سلاح الجو، متقاعد;
- سيرجيف نيكولاي، أميرال الأسطول، متقاعد;
- سيرجي سوكولوف، مارشال الاتحاد السوفيتي، متقاعد.

## روابط خارجية
لجنة أوسمة الدولة تحت إدارة رئيس الفيدرالية الروسية